# Моктесума, Луис
Луис Моктесума (исп. Luis Moctezuma; 25 февраля 1875, Мехико — 16 января 1954, Мехико) — мексиканский пианист и музыкальный педагог.
Начал учиться музыке в восьмилетнем возрасте, затем окончил Национальную консерваторию по классу Карлоса Менесеса. Одновременно изучал медицину.
В начале своей исполнительской карьеры специализировался на музыке Роберта Шумана и Фридерика Шопена, затем обратился к творчеству Иоганна Себастьяна Баха, став его главным пропагандистом в мексиканской концертной и педагогической практике; в 1906 году вместе с Хулианом Каррильо организовал первый в Мексике концерт, полностью составленный из произведений Баха.
В 1901 г. основал в Мехико собственную специализированную школу пианистов. C 1906 г. (с небольшими перерывами) преподавал в Национальной консерватории, в 1908 г. способствовал присоединению к преподавательскому составу Мануэля Понсе. В 1915 г. в течение нескольких месяцев (пока контроль над Мехико не перешёл по ходу гражданской войны от сил Конвента к сторонникам будущего президента Венустиано Каррансы) занимал пост директора консерватории. Автор учебника «Искусство фортепианной игры» (исп. Arte do tocar el piano; 1945).